# Соглашение Рока — Ренсимена
Соглашение Рока — Ренсимена — торговое соглашение между Аргентиной и Великобританией, подписанное 1 мая 1933 года в Лондоне вице-президентом Аргентины Хулио Аргентино Рока-младшим и президентом британской Торговой палаты, сэром Уолтером Ренсименом.
После биржевого краха 1929 года со стороны Великобритании, являвшейся главным экономическим партнером Аргентины в 1920-х и 1930-х годах, были приняты меры по обеспечению поставок мяса в страны содружества. На имперской экономической конференции в Оттаве, находясь под давлением главным образом Австралии и Южной Африки, Британия решила сильно сократить импорт аргентинской говядины. План заключался в том, чтобы в течение первого года соглашения ежемесячно сокращать импорт аргентинской говядины на 5 %. Принятие данного плана немедленно спровоцировало протесты в Буэнос-Айресе, и правительство Аргентины направило в Лондон группу своих представителей во главе с вице-президентом Рока. В результате переговоров 1 мая 1933 года было заключено двухстороннее соглашение известное как «Соглашение Рока — Ренсимена». Сенат Аргентины ратифицировал данное соглашение, в соответствии с законом № 11,693. Действие договора продлилось 3 года, после чего он был пересмотрен и в 1936 году заключен как «Договор Эден-Малбрэна», в котором Великобритании предоставлялись дополнительные уступки в обмен на снижение фрахтовых ставок на пшеницу.
Договором гарантировались экспортные квоты говядины на уровне 1932 года (самый низкий уровень в Великой Депрессии) и укреплялись торговые связи между Аргентиной и Великобританией.
1. Аргентине были гарантированны экспортные квоты на не менее чем 390,000 тонн охлажденной говядины, с оговоркой, что 85 % говядины, предназначенной для экспорта, должна пройти через иностранные мясоперерабатывающих предприятия. Участие аргентинских мясопереработчиков допускалось Великобританией на уровне не более чем 15 %.
2. Аргентина должна была предоставить британским компаниям «доброжелательное отношение посредством обеспечения наибольшего экономического развития страны и подобающую защиту интересов этих компаний».[4]
3. Поскольку в Аргентине действует валютный контроль (ограничения на отправку денег за границу), всё, что будет потрачено Великобританией на приобретения в Аргентине, может быть возвращено путём вычета процентов на оплату в иностранный долг.
4. Аргентина обязывалась освободить от уплаты пошлины импорт угля и не повышать пошлину на другие товары, импортируемые из Великобритании, а также приобретать уголь только у Великобритании.
5. Аргентина соглашалась не увеличивать импортные пошлины на все британские товары или уменьшить сборы, уплачиваемые британской железной дорогой в Аргентине и предоставить такие налоговые льготы, гарантированные трудовым законодательством, как финансирование пенсионных программ.

Договор имел сильный политический резонанс в Аргентине, позже спровоцировав конфликт с обвинениями в адрес национального представителя Лисандро де ла Торре.

Великобритания извлекла огромную выгоду из договора. За одно только обещание приобретать аргентинскую говядину по небольшим, в контексте Великой Депрессии, квотам, Аргентина согласилась снизить тарифы до уровня 1930 г. на почти 350 британских товаров, и как уже было сказано, воздержаться от введения внушительных пошлин на такую главную статью импорта как уголь.
| Год  | Аргентинский импорт | Аргентинский экспорт |
| ---- | ------------------- | -------------------- |
| 1927 | 19.4                | 28.2                 |
| 1930 | 19.8                | 36.5                 |
| 1933 | 23.4                | 36.6                 |
| 1936 | 23.6                | 35.0                 |
| 1939 | 22.2                | 35.9                 |

Источник: Colin, Lewis - «Anglo-Argentine Trade 1945—1965»
as quoted in «Argentina in the Twentieth Century» by David Rock (London 1975) pg 115